# Ivan VI av Ryssland

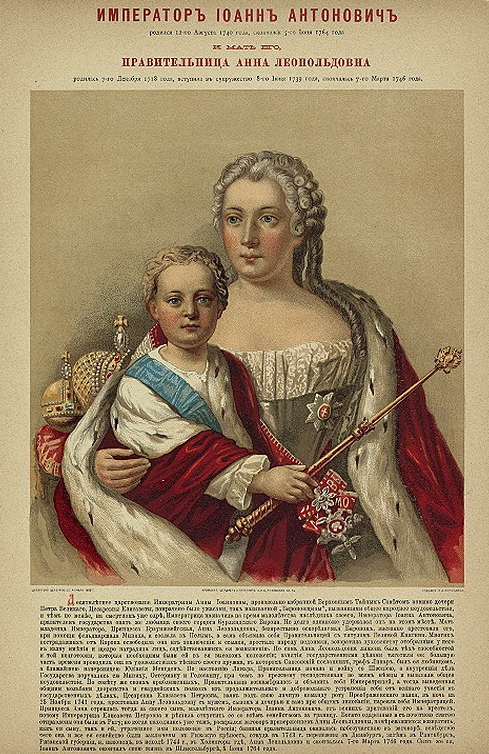
Ivan VI med sin mor, Anna Leopoldovna.

Ivan VI av Ryssland (ryska: Иоанн Антонович: Ioann Antonovitj), född 23 augusti (12 augusti g.s.) 1740 i Sankt Petersburg, död 16 juli (5 juli g.s.) 1764) på Nöteborgs fästning, var rysk tsar till namnet 1740–1741 under sin mors förmyndarskap, under vilket furst Biron var den verkliga makthavaren. Han var son till Anton Ulrik av Braunschweig-Lüneburg och furstinnan Anna Leopoldovna av Mecklenburg (systerdotter till kejsarinnan Anna).
I slutet av år 1740 avled kejsarinnan Anna. Kronan ärvdes enligt tidigare uppgjorda planer av den två månader gamle Ivan som blev tsar under förmynderskap. Formellt blev hans mor regent som förmyndare, men i praktiken sköttes regeringen av furst Biron.
Året därpå förlorade Ivan sin krona genom prinsessan Elisabets statskupp. Ivan överfördes först till Riga, sedan till Dünamünde, efter det Ranenburg, Cholmogory och slutligen till Schlüsselburg. Natten från den 4 (15) till den 5 (16) juli 1764 företog löjtnant Mirovitj ett försök att frigöra honom. Vid fritagningsförsöket blev Ivan dödad av sina vakter som följde erhållna instruktioner.